# Ringausbau

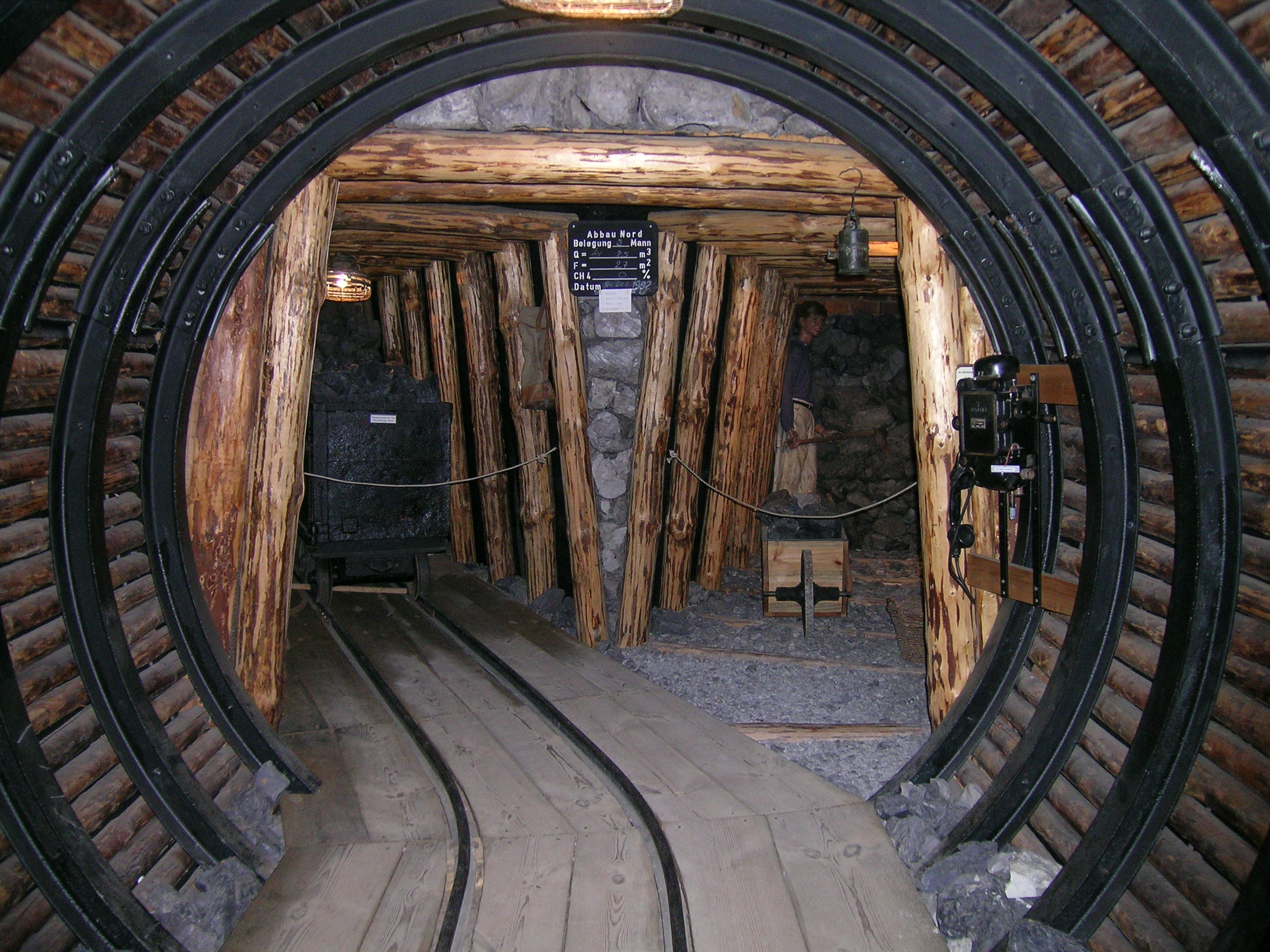
Im vorderen Bildteil Ringausbau in einem Schaustollen.

Als Ringausbau bezeichnet man im Bergbau einen geschlossenen Grubenausbau, der aus zusammengesetzten Stahlsegmenten besteht. Der Ringausbau, auch Stahlringausbau, ist eine Weiterführung des Stahlbogenausbaus. Ringausbau wird sowohl in Strecken als auch in Blindschächten verwendet.

## Geschichte
Der erste Ringausbau wurde im deutschen Steinkohlenbergbau in der zweiten Hälfte des 19. Jahrhunderts eingesetzt. Auf der Zeche Graf Beust verwendete man elliptische Ringe als Ausbau für einen Querschlag. Dieser Ausbau wurde später auch auf anderen Zechen verwendet. Auf den Zechen Neu-Iserlohn und Glückauf Tiefbau wurden aus vier flachen Bögen zusammengelaschte Ringe als Ringausbau verwendet. Die Bögen bestanden aus Doppel-T-Trägern. Später wurden auf den Zechen Hibernia, Mansfeld, Germania und Zollverein versuchsweise flache Ringe aus Grubenschienen verwendet. Dieser Ausbau konnte sich jedoch nicht durchsetzen, da das Material zu schwach war. Wurden stärkere Profile verwendet, waren diese zu schwer und deshalb insbesondere beim Auswechseln zu unhandlich. Der Ringausbau in sehr schwerer Ausführung wurde vereinzelt in Strecken eingesetzt, in denen ein starker, allseitig wirkender Gebirgsdruck auftrat. Auf der Zeche Neumühl wurden Eisenringe aus U-Profil mit einem Durchmesser von 2,5 Metern eingebaut. Hinter den Ringen wurde als Hinterfüllung ein Polster aus Grubenholz mit einer Stärke von 0,5 Metern eingebaut. Dieses Polster wurde, wenn es zerdrückt war, ausgewechselt.

## Aufbau
Der Ringausbau hat eine kreisrunde oder eine elliptische Form. Der Ausbau besteht aus mehreren Segmenten, die miteinander verlascht werden. Es gibt Ringausbau mit drei und Ringausbau mit vier Segmenten. Überwiegend werden Profilstahlringe mit vier Segmenten verwendet. Man unterscheidet zwischen starrem Ringausbau und nachgiebigem Ringausbau. Die Nachgiebigkeit des Ausbaus wird durch Schiebelaschen oder durch Rinnenprofile erreicht. Schiebelaschen werden in der Regel als genormte Ohrenklammerlaschen ausgeführt. Diese Laschen werden zusätzlich noch außerhalb der Ausbausegmente mit vier Schrauben verschraubt. Durch Einschnitte in die Stege der Bogenenden wird eine Nachgiebigkeit des Ausbaus von 200 bis 400 Millimetern erreicht. Zusätzlich zu den genormten Ohrenklammerlaschen gibt es auch mehrere Sonderausführungen. Die Nachgiebigkeit wird auch durch Rinnenprofile erreicht, die denen des Gleitbogenausbaus ähneln. Auf der Zeche Prosper wurde ein Ausbau aus sogenannten Kruppschen eingebaut. Diese Kruppschen bestanden aus zwei aus Schienen gebogenen Ringen. Diese Ringe hatten eine annähernd dreieckige Form mit breiter Grundlinie. Die beiden symmetrischen Segmente wurden oben und unten miteinander verlascht. Zur Längsaussteifung wurden die einzelnen Ringausbaue mit Verbolzungen verstärkt. Um die stählernen Ausbauteile vor Korrosion zu schützen, wurden diese nach dem Einbau durch eine Innenschale aus Spritzbeton verstärkt.

## Besonderheiten
Ringausbau erfordert einen größeren Ausbruch als der in der Sohle offene Streckenausbau. Außerdem benötigt der Bergmann mehr Material für diesen Ausbau und der Ringausbau ist teurer als der offene Ausbau. Aufgrund des runden Streckenquerschnitts, den der Ringausbau benötigt, ist es kaum möglich, mit Lademaschinen zu arbeiten. Allerdings ist der Ringausbau widerstandsfähiger als der offene Ausbau. Ringausbau wird in wenig standfestem Gebirge, das zum Quellen neigt, eingebracht. Ringausbau wird auch oft zum Ausbau der Füllörter verwendet. Durch die geschlossene Form des Ringausbaus wird auch die spätere Senkarbeit vermieden.